# Sant Pol de Mar
Sant Pol de Mar (Catalansk udtale: [ˈsam ˈpɔɫ də ˈmar]) er en catalansk by i comarcaet Maresme i provinsen Barcelona i det nordøstlige Spanien. Byen har 5.834(2024) indbyggere og dækker et areal på 7,51 km². Den er beliggende mellem byerne Canet de Mar og Calella, og ligger omkring ti kilometer fra Mataró, hovedstaden i comarcaet. Sant Pol de Mar betjenes af Rodalies de Catalunya, der bl.a. opererer mellem Barcelona og Maçanet-Massanes.

## Venskabsbyer
- Andorra la Vella, Andorra